# 麻生區
麻生區（日语：／ Asao ku */?）是川崎市的7區之一。位于川崎市西北端，1982年（昭和57年）7月1日、從多摩區分區設置。

## 概要
「麻生」這個地名的起源是來自該地區自大約8世紀起向大和朝廷進貢亞麻的原料。此外，在江戶時代（天保時期）也開始生產「黑川炭」。在南部的王禪寺地區，有發現日本最古老的甜柿品種「禪寺丸柿」，因此該地區因此得名為「柿生」。在北部的黑川地區，仍保留著古老的里山景觀。
自1974年（昭和49年）小田急多摩線開通以來，該地區沿線附近開始進行住宅區開發。小田急小田原線和多摩線貫穿整個麻生區，可搭乘列車前往東京都心。之後又開拓區中央的山丘地帶，將小田急電鐵新百合之丘站一帶定位為川崎市北部的次要城市中心，並充實了公共設施（如區役所，稅務局等）、百貨公司、電影院等商業設施。1998年（平成10年）榮獲建設省（現今的国土交通省）所頒發的「都市景觀百選」獎項。
由於往東京都心的交通大幅改善，小田急不動產等開發商積極在小田急沿線開發新興住宅區，因此麻生區成為川崎市中人口增長最多的區。再者，川崎市從1960年代起提出建設川崎縱貫高速鐵路的計畫，以加強南北交通、但始終未能進行工程，直到2018年取消計畫。

### 區名的由來
區名經由一般公開募集而來，候補名單上除了麻生區外，也有「百合區」、「山手區」、「柿生區」等提案。經審議後，祥瑞地名的百合區、山手區缺乏歷史性，因而淘汰。雖然柿生區是公募最高票，但考慮到新區名能與歷史由來相符，最後決定定名為「麻生區」。

### 相鄰的自治體與行政區
神奈川縣
- 川崎市：多摩區、宮前區
- 橫濱市：青葉區

東京都
- 稻城市
- 多摩市
- 町田市

## 產業
麻生區雖是商業地區，但仍有部分地區保留農家的景象，特別是指定為都市計畫調整區域和農業振興區域的黑川、岡上、早野地區。此外，栗木和黑川地區建有川崎市微型電腦城（川崎市マイコンシティ），許多電腦軟體相關企業的研究所均設於此地。

### 商業
麻生區的主要商業中心位於新百合之丘站一帶、其他車站附近擁有小規模的商業地區。另一方面，麻生區內並無国道及高速公路，作為主要幹線道路的縣道3號因交通擁堵嚴重，因此沿路沒有進駐大型路邊店舖。除新百合之丘車站週邊以外，其他商業設施僅限於支援當地居民的日常生活。

## 公共設施

### 社会教育設施
- 川崎市立麻生圖書館
  - 柿生分館
- 川崎市麻生市民館
  - 岡上分館

### 醫療
- 新百合丘綜合醫院
- 柿生紀念醫院
- 麻生綜合醫院、麻生復健綜合醫院
- 川崎田園都市醫院
- 多摩日吉台醫院

## 教育

### 大学・短期大学
- 田園調布学園大学
- 昭和音樂大学
- 東京都市大学 王禪寺校區
- 日本電影大学
- 昭和音樂大学短期大学部

### 高校
- 神奈川縣立麻生高等学校
- 神奈川縣立麻生綜合高等学校
- 桐光学園高等学校

### 中学校
- 川崎市立西生田中学校
- 川崎市立長澤中学校
- 川崎市立王禪寺中央中学校
- 川崎市立柿生中学校
- 川崎市立白鳥中学校
- 川崎市立金程中学校
- 川崎市立麻生中学校
- 川崎市立春日野中学校
- 桐光学園中学校

### 小学校
- 川崎市立西生田小学校
- 川崎市立千代丘小学校
- 川崎市立百合丘小学校
- 川崎市立南百合丘小学校
- 川崎市立柿生小学校
- 川崎市立東柿生小学校
- 川崎市立長澤小学校
- 川崎市立王禪寺中央小学校
- 川崎市立真福寺小学校
- 川崎市立虹丘小学校
- 川崎市立栗木台小学校
- 川崎市立片平小学校
- 川崎市立岡上小学校
- 川崎市立金程小学校
- 川崎市立麻生小学校
- 川崎市立春日野小学校
- 桐光学園小学校

## 交通

### 鐵路

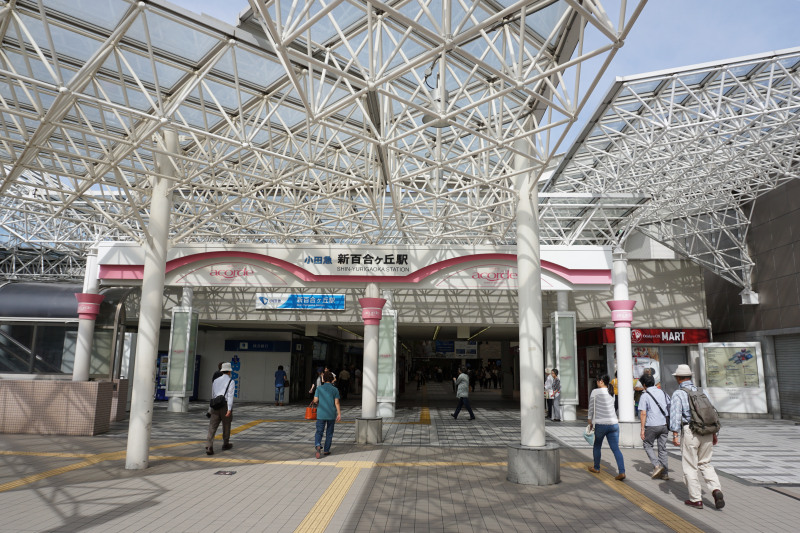
新百合之丘站

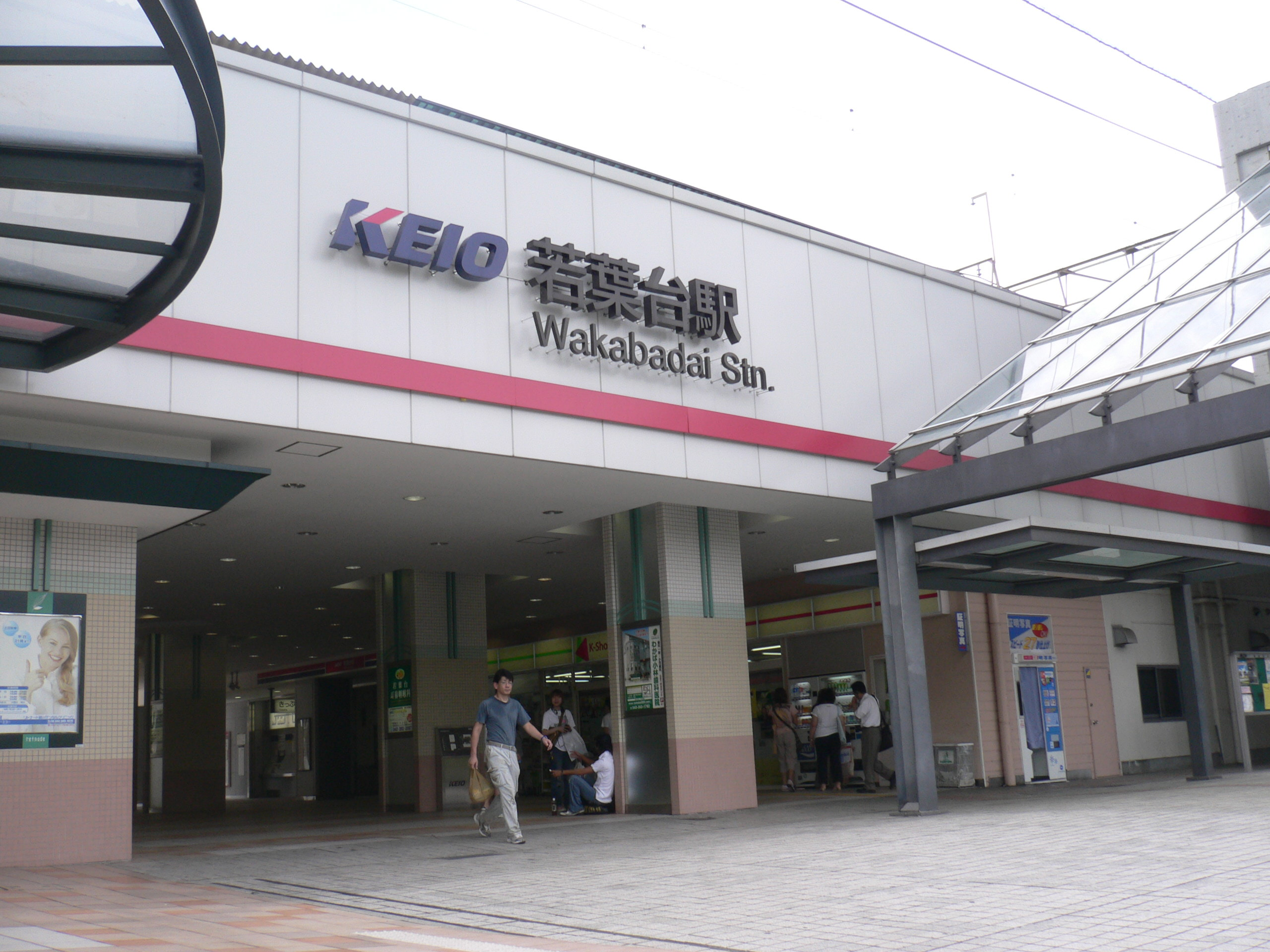
若葉台站

京王電鐵
- 相模原線：若葉台站

小田急電鐵
- 小田原線：百合丘站 - 新百合丘站 - 柿生站
- 多摩線：新百合丘站 - 五月台站 - 栗平站 - 黑川站 - 春日野站

### 公車
- 川崎市交通局
- 東急巴士
- 小田急巴士
- 神奈川中央交通

機場連絡巴士
- 新百合之丘站 - 羽田機場（小田急巴士、東急巴士、京濱急行巴士）
- 新百合之丘站・多摩廣場站 - 成田機場（小田急巴士、東急巴士、京成巴士）

### 道路
- 主要地方道
  - 神奈川縣道3号世田谷町田線（津久井道）
  - 神奈川縣道12号橫濱上麻生線（麻生通）
  - 神奈川縣道19号町田調布線（鶴川街道）
- 一般縣道
  - 神奈川縣道124号稻城讀賣樂園前停車場線
  - 神奈川縣道137号上麻生連光寺線（尻手黑川道路）

## 觀光

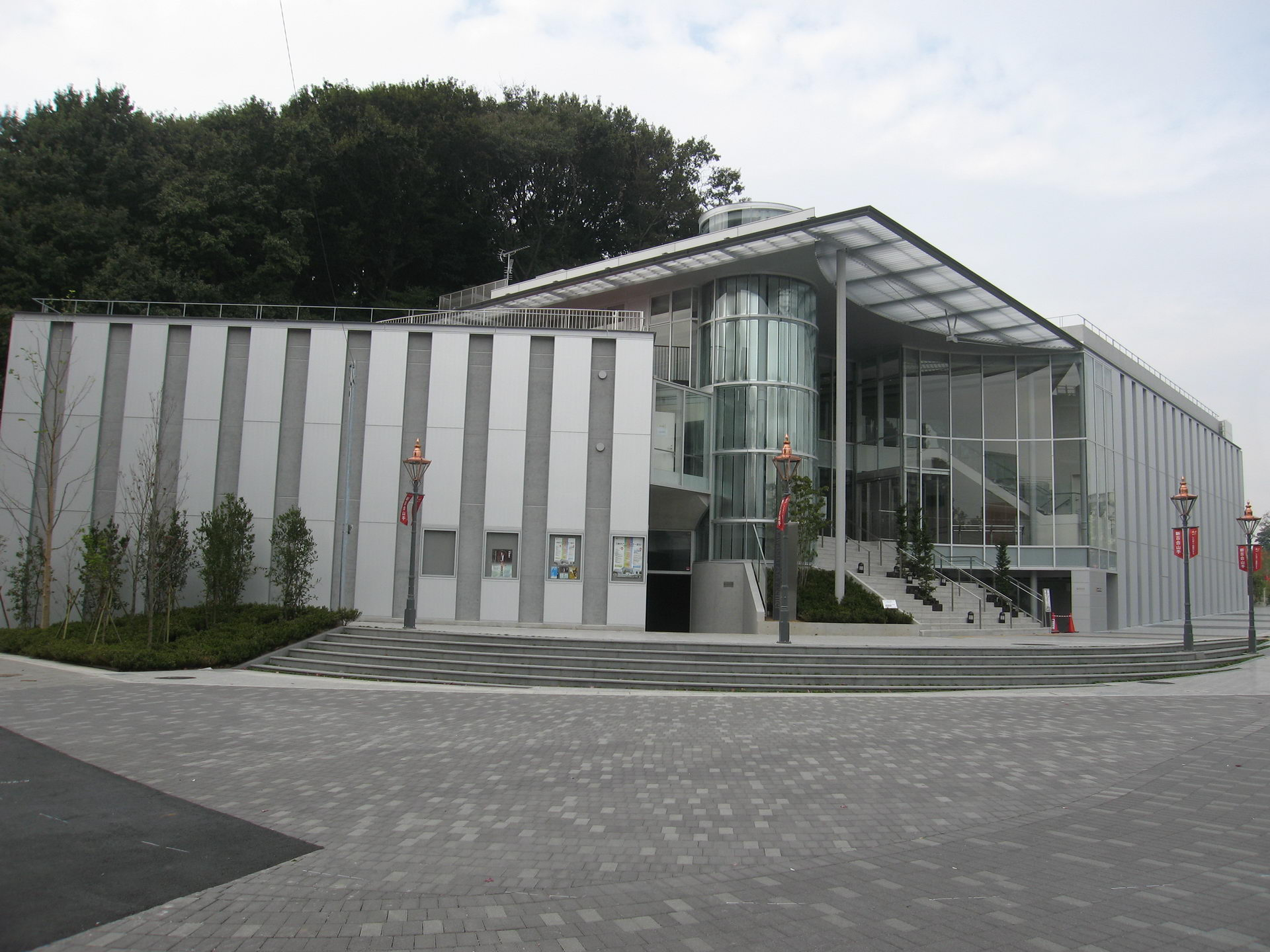
川崎市藝術中心

#### 觀光景點
- 琴平神社
- 王禪寺 - 北原白秋曾拜訪過。境內有日本最古老的甘柿品種禪寺丸柿原木。
- 香林寺 - 臨濟宗建長寺派的寺院。
- 淨慶寺 - 繡球花名所。
- 弘法之松

- 川崎市藝術中心

- 王禪寺家鄉公園

#### 祭典
- 麻生木賊不動尊達摩市 - 每年1月28日舉行[3]。
- KAWASAKI新百合電影節（KAWASAKIしんゆり映画祭）
- Artericca新百合藝術祭（アルテリッカしんゆり） - 每年黃金周期間舉辦的藝術祭，以音樂、電影、戲劇為主[4]。
- kirara@Art新百合（キララット・アートしんゆり）- 每年年末年始在新百合丘站周邊舉行的點燈活動[5]。

## 知名出身人物
- 福士誠治 - 演員
- 久保建英 - 足球選手
- 三浦成美 - 足球選手
- TAIGA - 藝人